# Yvonne Jospa
Pour les articles homonymes, voir Jospa.

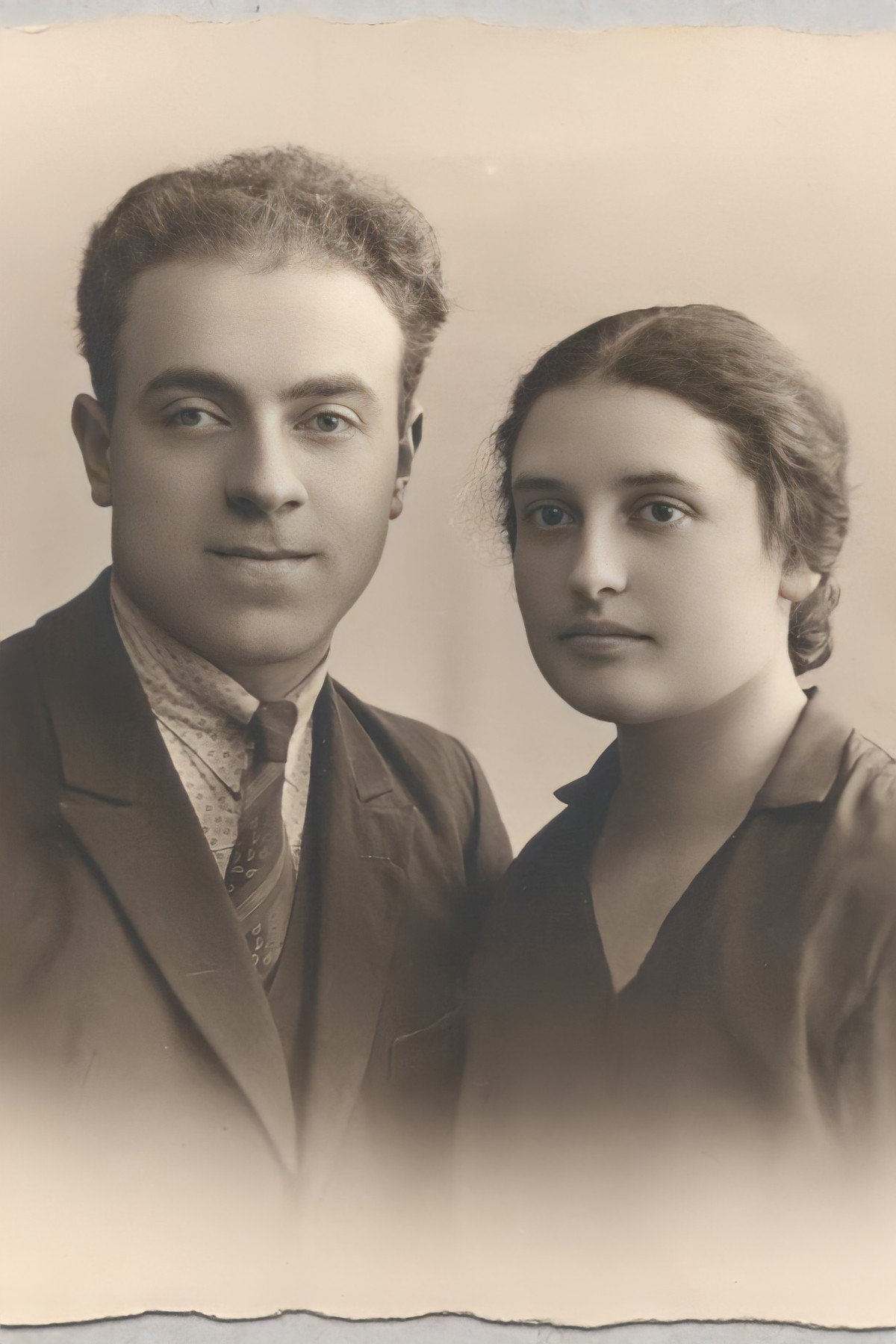
Hertz et Yvonne Have Jospa-Groisman

Yvonne Jospa, née Hava Groisman, est née à Popouti (Păpăuţi, près de Rezina), en Bessarabie, le 3 février 1910 et est décédée à Bruxelles, le 20 janvier 2000. En septembre 1942, elle fonde, avec son mari, Hertz Jospa, le Comité de Défense des Juifs, qui sauve plus de 3 000 enfants juifs de la déportation et de la mort. Yvonne Jaspar était son pseudonyme pour la résistance belge.

## Éléments biographiques
Née dans une famille bessarabe juive aisée, elle est tout d'abord inscrite au Gymnase de Chişinău (aujourd'hui Moldavie). Arrivée en Belgique avec l'intention d'étudier la philosophie et les lettres à l'Université de Liège, elle opte finalement pour la carrière de travailleuse sociale à l'Ecole centrale de service social, dirigée alors par Marie Mulle, après des études en sociologie.
En 1933, elle épouse Hertz Jospa. Ils devinrent tous deux des militants, tout d'abord au sein du Parti communiste de Belgique, puis en 1936 au sein de la Ligue contre le racisme et l'antisémitisme aile belge de la Ligue internationale contre le racisme et l'antisémitisme. Elle prit part à l'hébergement d'enfants réfugiés à la suite de la guerre civile espagnole et contribua à l'organisation de filières secrètes pour faire rallier l'Espagne aux volontaires belges des brigades internationales.
En septembre 1942, ils fondent l'association secrète du Comité de défense des Juifs qui sauve de la déportation des milliers d'enfants juifs.
Son mari, Hertz Jospa, fut arrêté en juin 1943 et fut détenu au fort de Breendonk puis déporté au camp de concentration de Buchenwald en mai 1944. Elle pensa ne plus jamais le revoir mais il survécut à sa captivité et, libéré par les troupes américaines, rentra au pays le 8 mai 1945.
En 1964, elle cofonde l'Union des Anciens Résistants Juifs de Belgique dont elle assure la présidence d'honneur jusqu'à sa mort. Elle est également l'une des fondatrices de l'aile belge du Mouvement contre le racisme et pour l'amitié entre les peuples fondé à Paris en 1949. Le mouvement est rebaptisé en 1966 : Mouvement contre le racisme, l'antisémitisme et la xénophobie (M.R.A.X.). C'est également en 1966 que meurt son mari. Communiste convaincue, elle a cependant toujours refusé d'approuver des positions antisionistes après 1947,.

## Reconnaissances
- Une cérémonie en son honneur eut lieu au mémorial d'Anderlecht, le 8 mai 1998.
- Membre honoraire de la fondation l'Enfant Caché[4]
- Une rue porte son nom à Bruxelles, rue Yvonne Jospa (janvier 1993)[5].

## Sources
- (en) Cet article est partiellement ou en totalité issu de l’article de Wikipédia en anglais intitulé « Yvonne Jospa » (voir la liste des auteurs).

1. ↑  Parfois appelé Gert
2. ↑  Le Soir, Christian Laporte, Une grande militante antiraciste n'est plus, 25 janvier 2000, p. 16
3. ↑  Marion Schreiber, Rebelles silencieux, éditions Lannoo, 2000 - 316 pages. p. 26
4. 1 2 3  Éliane Gubin, Dictionnaire des femmes belges: XIXe et XXe siècles, Lannoo Uitgeverij, 2006, 637 p. (ISBN 978-2-87386-434-7, lire en ligne)
5. 1 2 3  « Inauguration rue Yvonne Jospa, 1000 Bruxelles », 8 janvier 2003 (consulté le 27 octobre 2009)